# Ali Yata
Ali Yata, né en 1920 à Tanger et mort en 1997 à Casablanca, est un homme politique et leader communiste marocain. Il est le Fondateur du Parti du progrès et du socialisme.

## Biographie

### Origine et études
Ali Yata est né d’un père algérien, Si Saïd, qui, après des études supérieures en droit à l’université al-Azhar du Caire, a quitté l’Algérie sous domination coloniale française « sans espoir de retour », pour s’installer en 1911, avant donc l’instauration du Protectorat franco-espagnol au Maroc, à Tanger, où il devient traducteur interprète à la Régie internationale des tabacs. Sa mère, Fatima Ben Amar, est marocaine et tangéroise et Ali Yata reçoit une bonne éducation, en suivant notamment les cours et leçons d’un alem, Si Abdellah Guennoun.
La famille Yata s’installe en 1933 à Casablanca, dans les demeures toutes neuves à l’époque de la Nouvelle Médina, au 5, place de la Mosquée.
Il suit en parallèle les cours du Lycée Lyautey et ceux de maîtres et nationalistes de la première heure comme Si Bouchta Jamai ou Ahmed El Chinguitti.

### Premières activités militantes
Sous la tutelle de Bouchta Jamaï, Ali Yata est un membre actif des premières cellules du Parti national à Casablanca, (Hizb Al Watan), dès 1940, avant d’adhérer au Parti communiste marocain (dominé à l’époque par des militants français) en décembre 1943 tout en continuant à entretenir des relations étroites avec les membres du Parti National. Cela lui donne notamment l’occasion d’assister, en 1942, chez Bouchta Jamai à Casablanca, à une réunion au cours de laquelle Ahmed Balafrej, un des rares leaders nationalistes encore libre de ses mouvements, rend compte de ses entrevues infructueuses avec les autorités allemandes sur la perspective d'un Maroc indépendant. Il en résultera que les nationalistes, toutes sensibilités confondues, ne basculeront jamais dans la collaboration ni avec l'Allemagne nazie, ni avec les autorités coloniales pétainistes. Conséquent avec son engagement nationaliste, Ali Yata signe, à titre personnel, la pétition qui accompagne le Manifeste de l’Indépendance (11 janvier 1944) même s’il est déjà un militant ardent du communisme, enthousiasmé, selon ses propres paroles, par la victoire de l’Armée Rouge sur les armées hitlériennes à Stalingrad.
Voici ce qu’écrit le professeur René Gallissot, spécialiste des mouvements ouvriers en Afrique du Nord, sur le parcours initial d’Ali Yata au sein du PCM : « À l’école du quartier du Maârif, Michel Mazzella fit la connaissance d’un jeune enseignant d’arabe : Ali Yata, qui participait aux cercles de jeunes nationalistes marocains avant d’adhérer au parti communiste. Quand en juillet 1944, Léon Sultan s’engagea dans l’armée française de débarquement en Europe, c’est sur Mazella et Henri Lafaye qui suivait surtout l’action syndicale, que reposa la direction du parti communiste ; en février 1945, Ali Yata entrait au secrétariat du parti communiste. L’infléchissement du mouvement communiste dans les trois pays d’Afrique du Nord comme ailleurs, amorcé à l’été 1946, poussait à une meilleure représentation des nationaux aux côtés des « Européens » dans les instances du parti et des syndicats. C’est alors Ali Yata qui présenta le rapport politique au comité central des 3 et 4 août 1946, évoquant la fin du Protectorat et l’élection d’une Assemblée nationale souveraine. »,,.

### À la tête du Parti communiste marocain
Comme dirigeant du Parti communiste marocain, il connait les prisons du colonialisme français, à Casablanca (Al Ghbila), Alger (Barberousse), Marseille (Les Baumettes), Paris (Fresnes, la Santé) puis celle de Derb Moulay Chérif (1963), El Alou (1969-1970),, en tant que Secrétaire général du Parti de la Libération et du Socialisme (PLS).
Ceux qui écrivent donc qu'Ali Yata était « un Algérien » commettent une erreur, parce que celui-ci a toujours montré son attachement au Maroc, dès son plus jeune âge. C’est d’ailleurs pour cette marocanité intransigeante et irrévocable que le romancier algérien Kateb Yacine, lui écrit dans la dédicace de son roman Nedjma, paru en 1956 : « À Ali Yata, à qui je ne pardonnerai jamais d’avoir préféré le Maroc à l’Algérie ».
D’autres faits et témoignages attestent amplement de cet amour patriotique pour le Maroc qu’Ali Yata ressentit tout au long de sa vie. Trois d’entre eux méritent peut-être une évocation plus précise. Le premier de ces faits est l’inculpation par le Tribunal militaire de Paris, en 1952-1953 d'Ali Yata pour atteinte à la sûreté intérieure et extérieure de la République française. Ali Yata était alors emprisonné à Fresnes, puis à la Santé et le procureur de la République réclama à son encontre la peine de mort, présentant l’inculpé comme « un dangereux communiste et agitateur » qui avait pour objectif d’arracher l’indépendance du Maroc.
Le dirigeant communiste marocain, qui est exilé de son pays natal jusqu’en 1957, sur ordre du Résident général Juin en 1952, est parmi les trois personnalités à bénéficier de la nationalité marocaine par décision de Mohammed V et de Hassan II, alors prince héritier, pour leur engagement dans la lutte pour le recouvrement de la souveraineté du Maroc. Ce Dahir royal est publié au BORM en date du 6 septembre 1958 et concerne Mouloud Mammeri, originaire de Kabylie, précepteur d'Hassan II, Abdelkrim Khatib, né à El Jadida d’une famille originaire de Mascara, dans l’ouest algérien, et Ali Yata.
Après sa mort, Ali Yata est remplacé par Ismaïl Alaoui à la tête du PPS.